# Алга (Біржан-сала район)
Алга́ (каз. Алға) — село у складі району Біржан-сала Акмолинської області Казахстану. Входить до складу Валіхановського сільського округу.
Населення — 153 особи (2021; 141 у 2009, 173 у 1999, 278 у 1989).
Національний склад станом на 1989 рік:
- казахи — 100 %.